# 吉祥寺怪人
吉祥寺怪人（きっしょうじ かいと、1962年 - ）は、静岡県出身の雑誌編集者。本名は小泉聰、別名義に中森明。
1980年代に、玩具メーカータカラで『ミクロマン・カセットマン』を開発後、アートミックに移籍し、メカデザインやプロデューサーとしてアニメ制作に関わる。
また、関連書籍の出版にも強く関わり、編集デザインの腕を磨き、模型雑誌『モデルグラフィックス』では、押井守や宮崎駿を担当し、軍事的雑談の相手も務める。
「吉祥寺怪人」という名義は、俳優の天本英世の人生観に傾倒してインバネスコートに帽子姿で東京・吉祥寺界隈を徘徊するその風貌を宮崎が「吉祥寺の怪人」と呼んだのが、所以である。
映画『立喰師列伝』（2006年公開）では、天本が映画『紅い眼鏡/The Red Spectacles』（1987年公開）で演じた同名の「月見の銀二」役として出演した。